# Vinzenz Manz von Mariensee
Vinzenz Manz von Mariensee (* 1800; † 1865 in Iacobeni) war ein österreichischer Montanindustrieller und Gewerke, der insbesondere durch seine Tätigkeit im Bergbau der Bukowina bekannt wurde.

## Leben
Vinzenz Manz von Mariensee entstammte der Familie Manz, die ursprünglich aus Österreich kam und im späten 18. Jahrhundert in den Adelsstand erhoben wurde. Sein Onkel Anton Manz von Mariensee (1757–1830) war bereits Montanunternehmer und Pionier des Bergbaus in der Bukowina. Manz besuchte von 1817 bis 1819 die Bergakademie Schemnitz. Anschließend trat er in den österreichischen Staatsdienst ein und arbeitete zunächst bei der Kameralverwaltung in Neusohl (heute: Banská Bystrica) sowie als Sekretär bei der Salzburger Direktion.
Im Jahr 1825 trat Vinzenz Manz von Mariensee in das Bukowiner Bergwerksunternehmen seines Onkels Anton ein, zunächst als Direktionsadjunkt, ab 1827 als Werksdirektor. 1828 erwarb er die Bergwerke seines Onkels und führte sie als Eigentümer insbesondere die Gruben in der Region Cârlibaba (deutsch: Mariensee) weiter. Unter seiner Leitung wurden die Abbaugebiete bis nach Siebenbürgen ausgeweitet. Er veranlasste die Flößbarmachung der Goldenen Bistritz, was den Abtransport von Holz und Erzen erheblich erleichterte, und baute die Hochofenanlagen in Iacobeni aus. Zudem gründete er die neue Bergwerkskolonie Freudenthal (heute: Valea Stanei). Manz von Mariensee förderte darüber hinaus den Bau und die Einrichtung von Schulen und Kirchen in den sechs Bergwerkssiedlungen und die gezielte Ansiedlung geschulter Arbeitskräfte, insbesondere aus der Zips, Oberschlesien und anderen deutschsprachigen Regionen.
Ab 1850 war der wirtschaftliche Erfolg des Unternehmens rückläufig. 1862 wurde ein Vergleichsverfahren beantragt, was de facto den geschäftlichen Zusammenbruch bedeutete. 1865 verstarb Manz von Mariensee.